# Waves (film, 2019)
Pour les articles homonymes, voir Waves.
Pour plus de détails, voir Fiche technique et Distribution.
Waves est un drame américain réalisé par Trey Edward Shults, sorti en 2019.
Prenant place dans les paysages du sud de la Floride, le film retrace le voyage émotionnel d'une famille de banlieue qui navigue entre l'amour, le pardon et le rassemblement après une tragédie.

## Synopsis
Tyler Williams est un lycéen très populaire dans l'équipe de lutte. En dehors de l'école, il fait la fête avec ses amis et passe du temps avec sa petite amie Alexis Lopez, mais il est régulièrement poussé à faire mieux par son père dominateur, Ronald. À l'insu de tous à l'école ou à la maison, Tyler souffre d'une déchirure SLAP de niveau 5, qu'il garde secrète pour sa famille et son équipe en volant discrètement les analgésiques de son père. Contre la recommandation de son médecin, Tyler continue à lutter en compétition jusqu'à ce qu'il soit violemment projeté sur son épaule pendant un match, causant des dommages irréparables et mettant fin à sa saison, ainsi qu'à sa carrière. La vie de Tyler se complique encore lorsqu'il reçoit un texto d'Alexis, qui lui révèle que ses règles sont en retard, indiquant qu'elle est enceinte. Il l'emmène se faire avorter, mais lorsqu'il est confronté à des manifestants pro-vie devant la clinique, Alexis envisage de mener l'enfant à terme. Tyler refuse de devenir parent à leur âge, mais Alexis est attristée et fâchée par son insensibilité à ses propres sentiments et rentre seule à la maison.
Désemparé, Tyler commence à boire beaucoup et à se droguer lors de fêtes avec ses amis. Tyler finit par envoyer un message à Alexis, qui est prête à réparer leur relation. Elle dit à Tyler qu'elle a décidé de garder l'enfant avec le soutien de sa famille, mais lorsque Tyler demande à lui parler en personne, Alexis rompt avec lui et bloque son numéro, l'envoyant dans une rage folle alors qu'il détruit sa chambre. Le soir du "Maverick Ball" de l'école, un Tyler puni se rend sur Instagram et voit une photo montrant Alexis posant avec un autre garçon. Il se drogue alors et tente de quitter la maison, mais il est confronté à sa belle-mère, Catherine. Ronald tente de désamorcer la situation, mais Tyler totalement contrôlé par la drogue et la colère le jette par terre et s'en va.
Il se rend donc à maison où la soirée se finissait, dès son arrivée il chercher Alexis et finit par la voir monter à l'étage avec le garçon de la photo. La jeune sœur de Tyler, Emily, remarque son arrivée de loin mais ne dit rien. Tyler boit beaucoup avant de suivre Alexis au garage, demandant à savoir si elle a eu des relations sexuelles avec le garçon et si elle a bu pendant sa grossesse. Elle affirme que le garçon avec qui elle était est son meilleur ami gay et que l'alcool était pour ses amis, mais leur dispute tourne au physique quand Alexis gifle Tyler et qu'il la frappe dans le dos, la faisant tomber par terre. Elle se met à saigner de la tête et, horrifié, Tyler s'enfuit après qu'une fille est entrée dans le garage et a été témoin de la scène. Ronald arrive peu après, avant de trouver Emily, qui confirme en larmes les soupçons de Ronald. Tyler rentre chez lui avant de tenter de s'enfuir à pied. Cependant, il est rapidement pris et arrêté par la police. Les ambulanciers tentent de réanimer Alexis, mais elle meurt de ses blessures.
Malgré un plaidoyer de culpabilité, Tyler est condamné à la prison à vie pour meurtre au second degré, avec possibilité de libération conditionnelle après trente ans. Entre les messages haineux adressés à Emily et à son frère et le flot de soutien que reçoit l'ancien compte d'Alexis, une Emily en deuil désactive ses comptes de médias sociaux. Un jour, après l'école, elle est abordée par Luke, un camarade de classe maladroit mais aimable qui était aussi un des coéquipiers de lutte de Tyler. Il l'invite à déjeuner et ils commencent à sortir ensemble. Emily commence à s'ouvrir à Luc et à ses camarades de classe, en participant avec eux à des activités en dehors de l'école, comme la natation avec des lamantins. Pendant ce temps, Emily entend également Ronald et Catherine se disputer au sujet de Tyler. Ronald reproche à Catherine son manque de présence dans sa vie et dans celle d'Emily, et Catherine accuse Ronald d' avoir mis trop de pression sur Tyler. Au cours d'une conversation qu'ils ont eue pendant la pêche, Emily révèle à Ronald qu'elle se sent coupable de savoir qu'elle aurait pu arrêter Tyler et qu'elle le déteste pour ce qu'il a fait. Ronald lui conseille de ne pas garder rancune à son frère et que quoi qu'il arrive, il les aime tous les deux. Les deux se réconcilient.
Pendant ce temps, Emily et Luke se rapprochent beaucoup. Emily apprend de Luc que son père, dont il est séparé et abusif, est en train de mourir d'un cancer, et elle le presse de se racheter auprès de lui pendant le temps qu'il lui reste, car la mère d'Emily et de Tyler est morte d'une overdose quand ils étaient jeunes. Ils se rendent tous les deux à Columbia, dans le Missouri, où réside le père de Luke, et en voyant son fils, le père de Luke est remonté moralement. Il commence à survivre plus longtemps que prévu, mais il meurt du jour au lendemain. Emily console un Luc en deuil sur le chemin du retour à Miami tandis que Catherine rend visite à Tyler en prison, les parents d'Alexis sont en deuil et Ronald renoue avec Catherine. Quelque temps après son arrivée à la maison, Emily roule à vélo dans une rue vide, en levant les bras du guidon, ayant trouvé la paix.

## Fiche technique
Sauf indication contraire, les informations mentionnées dans cette section peuvent être confirmées par la base de données cinématographiques IMDb,  présente dans la section « Liens externes ».
- Titre original : Waves
- Réalisation et scénario : Trey Edward Shults
- Musique : Trent Reznor et Atticus Ross
- Décors : Elliot Hostetter
- Costumes : Rachel Dainer-Best
- Photographie : Drew Daniels
- Production : Kevin Turen et James Wilson
  - Production déléguée : Jacob Jaffke
- Sociétés de production : BRON Studios et JW Films
- Sociétés de distribution : A24 Films (États-Unis), Focus Features, Universal Pictures
- Pays d'origine :  États-Unis
- Langue originale : anglais
- Format : couleur
- Genre : drame et romance
- Dates de sortie : 
  - États-Unis : 30 août 2019 (Telluride Film Festival)
  - États-Unis : 17 janvier 2020
  - France : 29 janvier 2020[1]

## Distribution
- Kelvin Harrison Jr. : Tyler
- Taylor Russell : Emily
- Alexa Demie : Alexis
- Lucas Hedges : Luke
- Sterling K. Brown : Ronald
- Renée Elise Goldsberry : Catherine
- Clifton Collins Jr. : Bobby
- David Garelik : Ryan
- Vivi Pineda : Elena
- Joshua Brockington : Stan
- Harlan Drum : Sophie

## Accueil critique
Le film reçoit des critiques mitigées de la part de la presse, Allociné proposant une moyenne de 2,8/5 sur 16 titres de presse.
Première est conquis par ce film et dit que, « comme le film de Barry Jenkins (autre fan revendiqué de Wong Kar-Wai), c’est une odyssée moderne et fluo, portée par un évident désir de réconciliation et de tendresse. Un objet à la fois très tranchant et très doux. Loin d’être parfait, mais franchement impressionnant ».
Le site Écran Large attribue une note de 4 étoiles sur 5 au métrage et publie une critique enthousiaste : « Waves emporte par sa virtuosité, hypnotise par sa puissance visuelle, et émeut par son histoire d'amour et de violence, incarnée par d'excellents acteurs. La confirmation définitive que Trey Edward Shults est un réalisateur qui va compter ».
Le Figaro n'est en revanche pas convaincu : « Mais ce récit d’une famille afro-américaine bourgeoise endeuillée s’enlise dans les clichés du genre (lycée, violence, drogues). Avant de trouver une heure et demie trop tard un semblant de grâce. »